# Aeroregional
Aeroregional, cuyo nombre comercial es Servicio Aéreo Regional Cía. Ltda., es una aerolínea ecuatoriana fundada en enero de 2018 que comenzó operaciones el 5 de agosto de 2019. Su base de operaciones se encuentra en el Aeropuerto Internacional Mariscal Sucre en Quito, Ecuador. Inicialmente empezó como taxi aéreo para luego convertirse en una aerolínea comercial de vuelos regulares y no regulares, tanto nacionales como internacionales. En marzo de 2023 creó una filial, Aeroregional Perú, que está en trámites para poder operar en el país andino.
En 2023 transportó al 8,61% de los pasajeros de vuelos regulares (6,82% en 2021 y 7,48% en 2022) y al 49,05% (frente al 25,57% de 2022) de los viajeros de vuelos no regulares (chárter) en el mercado interno ecuatoriano.

## Destinos
Aeroregional opera en la actualidad las siguientes rutas, según la información que consta en su página web:

### Destinos nacionales
| Destinos               | Aeropuertos                                     | Frecuencias semanales                   |
| ---------------------- | ----------------------------------------------- | --------------------------------------- |
| Catamayo, Loja         | Aeropuerto Ciudad de Catamayo                   | 20                                      |
| El Coca, Orellana      | Aeropuerto Francisco de Orellana                | 7                                       |
| Esmeraldas, Esmeraldas | Aeropuerto Coronel Carlos Concha Torres         | 1 (reinicia el 12 de diciembre de 2025) |
| Guayaquil, Guayas      | Aeropuerto Internacional José Joaquín de Olmedo | 7                                       |
| Quito, Pichincha       | Aeropuerto Internacional Mariscal Sucre         | HUB                                     |
| Santa Rosa, El Oro     | Aeropuerto Internacional de Santa Rosa          | 13                                      |

### Destinos internacionales
| Países                    | Destinos                  | Aeropuertos                              | Frecuencias semanales     |
| Centroamérica y el Caribe | Centroamérica y el Caribe | Centroamérica y el Caribe                | Centroamérica y el Caribe |
| ------------------------- | ------------------------- | ---------------------------------------- | ------------------------- |
| Panamá                    | Ciudad de Panamá          | Aeropuerto Internacional Panamá Pacífico | 3                         |
| República Dominicana      | Punta Cana                | Aeropuerto Internacional de Punta Cana   | 3                         |
| Sudamérica                |                           |                                          |                           |
| Perú                      | Lima                      | Aeropuerto Internacional Jorge Chávez    | 2                         |

Asimismo, Aeroregional tiene permiso para operar vuelos regulares desde Quito y Guayaquil a Puerto Príncipe, Tegucigalpa, Bogotá, Ciudad de México y Cancún. Sin embargo, la aerolínea no ha anunciado aún el inicio de estas rutas.

### Próximos destinos
| Países | Destinos         | Aeropuertos                             | Notas            |
| ------ | ---------------- | --------------------------------------- | ---------------- |
| México | Ciudad de México | Aeropuerto Internacional Felipe Ángeles | Planes de inicio |

### Antiguos destinos
| Países    | Destinos      | Aeropuertos                                         | Desde             | Fechas de operación                              |
| --------- | ------------- | --------------------------------------------------- | ----------------- | ------------------------------------------------ |
| Colombia  | Cali          | Aeropuerto Internacional Alfonso Bonilla Aragón     | Quito (vía ESM)   | 16 de julio de 2024- febrero de 2025             |
| Ecuador   | Baltra        | Aeropuerto Seymour                                  | Quito y Guayaquil | 27 de julio de 2021-2022                         |
| Ecuador   | Cuenca        | Aeropuerto Internacional Mariscal La Mar            | Quito             | 4 de agosto de 2019-20 de marzo de 2020          |
| Ecuador   | Cuenca        | Aeropuerto Internacional Mariscal La Mar            | Quito             | 9 de julio de 2021-28 de septiembre de 2021      |
| Ecuador   | Cuenca        | Aeropuerto Internacional Mariscal La Mar            | Quito             | 5 de agosto de 2023-Mayo de 2024                 |
| Ecuador   | Esmeraldas    | Aeropuerto Coronel Carlos Concha Torres             | Quito             | 8 de junio de 2020-1 de agosto de 2022           |
| Ecuador   | Guayaquil     | Aeropuerto Internacional José Joaquín de Olmedo     | Quito             | 27 de julio de 2021-2022                         |
| Ecuador   | Guayaquil     | Aeropuerto Internacional José Joaquín de Olmedo     | Quito             | 13 de febrero de 2024-Agosto de 2024             |
| Ecuador   | Manta         | Aeropuerto Internacional Eloy Alfaro                | Quito             | 30 de noviembre de 2023-1 de febrero de 2024     |
| Ecuador   | Nueva Loja    | Aeropuerto de Nueva Loja                            | Quito             | 28 de julio de 2020-2021                         |
| Ecuador   | San Cristóbal | Aeropuerto Seymour                                  | Quito y Guayaquil | 27 de julio de 2021-2022                         |
| Venezuela | Caracas       | Aeropuerto Internacional de Maiquetía Simón Bolívar | Quito             | 17 de noviembre de 2023-26 de septiembre de 2024 |
| Venezuela | Porlamar      | Aeropuerto Internacional del Caribe Santiago Mariño | Quito             | 7 de julio-16 de agosto de 2024                  |

## Destinos chárter
Aeroregional cuenta con permiso para operaciones no regulares, nacionales e internacionales, para varios países de Sudamérica, Centroamérica, México y el Caribe. Actualmente la aerolínea está posicionada como el principal proveedor de servicio chárter para la industria de turismo en Ecuador, realizando operaciones frecuentes durante todo el año.
| Países               | Destinos                | Aeropuertos                                         |
| -------------------- | ----------------------- | --------------------------------------------------- |
| Argentina            | Buenos Aires            | Aeropuerto Internacional Ministro Pistarini         |
| Argentina            | Santiago del Estero     | Aeropuerto Vicecomodoro Ángel de la Paz Aragonés    |
| Bolivia              | Santa Cruz              | Aeropuerto Internacional Viru Viru                  |
| Brasil               | Campinas                | Aeropuerto Internacional de Campinas                |
| Brasil               | Río de Janeiro          | Aeropuerto Internacional de Galeão                  |
| Brasil               | Salvador de Bahía       | Aeropuerto Internacional de Salvador                |
| Colombia             | Bogotá                  | Aeropuerto Internacional El Dorado                  |
| Colombia             | Cali                    | Aeropuerto Internacional Alfonso Bonilla Aragón     |
| Colombia             | Cartagena               | Aeropuerto Internacional Rafael Núñez               |
| Colombia             | Medellín                | Aeropuerto Internacional José María Córdova         |
| Colombia             | Pereira                 | Aeropuerto Internacional Matecaña                   |
| Curazao              | Willemstad              | Aeropuerto Internacional Hato                       |
| Ecuador              | Catamayo                | Aeropuerto Ciudad de Catamayo                       |
| Ecuador              | Cuenca                  | Aeropuerto Internacional Mariscal La Mar            |
| Ecuador              | Esmeraldas              | Aeropuerto Coronel Carlos Concha Torres             |
| Ecuador              | Guayaquil               | Aeropuerto Internacional José Joaquín de Olmedo     |
| Ecuador              | Manta                   | Aeropuerto Internacional Eloy Alfaro                |
| Ecuador              | Isla Baltra             | Aeropuerto Seymour                                  |
| Ecuador              | Isla de San Cristóbal   | Aeropuerto de San Cristóbal                         |
| Ecuador              | Nueva Loja (Lago Agrio) | Aeropuerto de Nueva Loja                            |
| Ecuador              | Quito                   | Aeropuerto Internacional Mariscal Sucre             |
| Ecuador              | Santa Rosa              | Aeropuerto Internacional de Santa Rosa              |
| México               | Cancún                  | Aeropuerto Internacional de Cancún                  |
| México               | Chichén Itzá            | Aeropuerto Internacional de Chichén Itzá            |
| México               | Ciudad de México        | Aeropuerto Internacional Felipe Ángeles             |
| Panamá               | Ciudad de Panamá        | Aeropuerto Internacional Panamá Pacífico            |
| Perú                 | Lima                    | Aeropuerto Internacional Jorge Chávez               |
| Perú                 | Pisco                   | Aeropuerto Capitán FAP Renán Elías Olivera          |
| República Dominicana | Punta Cana              | Aeropuerto Internacional de Punta Cana              |
| Uruguay              | Montevideo              | Aeropuerto Internacional de Carrasco                |
| Venezuela            | Caracas                 | Aeropuerto Internacional Simón Bolívar              |
| Venezuela            | Ciudad Guayana          | Aeropuerto Internacional Manuel Piar                |
| Venezuela            | Maracaibo               | Aeropuerto Internacional de La Chinita              |
| Venezuela            | Maturín                 | Aeropuerto Internacional José Tadeo Monagas         |
| Venezuela            | Porlamar                | Aeropuerto Internacional del Caribe Santiago Mariño |

## Flota
La aerolínea cuenta con cinco aeronaves Boeing 737 Classic; de las cuales tres son Boeing 737-500, con capacidad para transportar 129 pasajeros en clase económica, y dos Boeing 737-400, con configuración de 145 pasajeros en dos clases.
En enero de 2023 recibió otro Boeing 737-500 (HC-CYA) con configuración VIP (40 asientos de clase ejecutiva), principalmente para vuelos chárter, privados y equipos de fútbol. Finalmente la aeronave no fue incorporada a la flota y se devolvió al arrendador.
| Aeronaves      | En servicio | Pedidos | Estacionados | Pasajeros                                         | Pasajeros                                         | Pasajeros                                         | Matrículas                                        | Antigüedad                                        | Notas                                             |
| Aeronaves      | En servicio | Pedidos | Estacionados | C                                                 | Y                                                 | Total                                             | Matrículas                                        | Antigüedad                                        | Notas                                             |
| -------------- | ----------- | ------- | ------------ | ------------------------------------------------- | ------------------------------------------------- | ------------------------------------------------- | ------------------------------------------------- | ------------------------------------------------- | ------------------------------------------------- |
| Boeing 737-400 | 2           | —       | —            | 20                                                | 125                                               | 145                                               | HC-CXU                                            | 36,1 años                                         | Incorporado en mayo de 2023.                      |
| Boeing 737-400 | 2           | —       | —            | 20                                                | 125                                               | 145                                               | HC-CWG                                            | 29 años                                           | Incorporado en julio de 2021.                     |
| Boeing 737-500 | 2           | —       | 1            | —                                                 | 129                                               | 129                                               | HC-CUH                                            | 34 años                                           | Incorporado en febrero de 2019.                   |
| Boeing 737-500 | 2           | —       | 1            | —                                                 | 129                                               | 129                                               | HC-CTF                                            | 33,8 años                                         | Incorporado en enero de 2018.                     |
| Boeing 737-500 | 2           | —       | 1            | —                                                 | 129                                               | 129                                               | HC-CZD                                            | 32,2 años                                         | Estacionado en ETR desde 2024.                    |
| Total          | 4           | —       | 1            | Edad media de la flota (agosto de 2025): 33 años. | Edad media de la flota (agosto de 2025): 33 años. | Edad media de la flota (agosto de 2025): 33 años. | Edad media de la flota (agosto de 2025): 33 años. | Edad media de la flota (agosto de 2025): 33 años. | Edad media de la flota (agosto de 2025): 33 años. |

### Antigua flota
En el pasado, Aeroregional operó las siguientes aeronaves en régimen de taxi aéreo:
| Aeronaves                | Total | Introducido | Retirado | Matrículas |
| ------------------------ | ----- | ----------- | -------- | ---------- |
| Britten-Norman Islander  | 1     | 1980        | 2018     | HC-BHC     |
| Cessna 421C Golden Eagle | 1     | 2011        | 2018     | HC-CLI     |
| Cessna U206G Stationair  | 1     | 1981        | 2018     | HC-CHQ     |

## Accidentes e incidentes
- El 5 de mayo de 2023, un avión de la compañía (no se conocen más detalles) que cubría la ruta Loja-Quito sufrió una despresurización de la aeronave cuando se aproximaban al Aeropuerto Internacional Mariscal Sucre de Quito.[27][28]
- El 24 de septiembre de 2023, un Boeing 737-500, con matrícula HC-CUH, que cubría la ruta Quito-Loja tuvo que ser desviado al Aeropuerto Internacional José Joaquín de Olmedo de Guayaquil por una despresurización de la cabina de mando.[29][30]